# Грамматиков, Владимир Александрович
Влади́мир Алекса́ндрович Грамма́тиков (род. 1 июня 1942, Свердловск, РСФСР, СССР) — советский и российский актёр театра и кино, кинорежиссёр, сценарист, продюсер, кинодраматург и преподаватель. Заслуженный деятель искусств Российской Федерации (1995). Лауреат Премии Президента Российской Федерации в области литературы и искусства (2017).

## Биография
Владимир Грамматиков родился 1 июня 1942 года в городе Свердловске, в многодетной семье Александра Николаевича и Нины Иосифовны Грамматиковых. Мать начинала как оперная певица, но после рождения пятерых детей (трёх сыновей и двух дочерей) посвятила себя домашнему хозяйству. Отец во время Великой Отечественной войны (1941—1945), когда войсками немецко-фашистских захватчиков был захвачен Донбасс, предложил новый способ добычи угля в Кузбассе — открытый способ в угольном разрезе. В 1947 году он был приглашён в Москву для работы в Министерстве угольной промышленности СССР.
После переезда из Свердловска в Москву семья Грамматиковых жила по соседству с семьёй Михалковых. Именно Никита Михалков, с которым Владимир дружил с детства, коренным образом повлиял на него при выборе будущей профессии.
Окончил радиоаппаратуростроительный факультет Московского высшего технического училища имени Н. Э. Баумана (МВТУ), после чего решил связать свою жизнь с кино. Позже получил высшее образование на актёрском факультете ГИТИСа в Москве, став актёром пантомимы.
В 1963 году был утверждён на роль Саши Шаталова в фильме Георгия Данелии «Я шагаю по Москве», однако, как и его несостоявшийся герой, был на три года призван на военную службу в рядах Советской армии. В итоге роль досталась Евгению Стеблову.
После армии принял решение стать режиссёром. По собственному признанию, пять раз пытался поступить на режиссёрский факультет ВГИКа, который окончил в 1976 году (мастерская Ефима Дзигана).
С 1976 года работал режиссёром на Киностудии детских и юношеских фильмов имени М. Горького в Москве. В 1977 году вышел его первый полнометражный художественный фильм «Усатый нянь».
С 1982 года преподаёт и проводит мастер-классы на Высших курсах сценаристов и режиссёров (ВКСР) в Москве, профессор. В 1982 году руководил на ВКСР творческой мастерской детского фильма на отделении режиссёров-постановщиков, а в 2012—2013 годах (совместно с А. Э. Бородянским) — мастерской режиссуры и драматургии семейного фильма.
С 1990 года — художественный руководитель Творческого объединения «Контакт» Киностудии детских и юношеских фильмов имени М. Горького. Один из создателей и художественный руководитель студии «Старлайт» (Россия — Швеция — Великобритания — Дания). Президент «Старлайт-фест» — Международного кинофестиваля детских фильмов в Артеке (1992—1996). Один из основателей Фестиваля визуальных искусств во Всероссийском детском центре «Орлёнок» (1997—2006) в Туапсинском районе Краснодарского края.
В 1995—1996 годах и в 1999 году работал главным режиссёром и художественным руководителем детской телевизионной образовательной программы для дошкольников «Улица Сезам» на телеканале «НТВ», которой, по его словам, придавал огромное значение. В 2007 году утверждал, что в то время не могла «средняя семья повести маленького ребёнка на утренний сеанс» и «все проекты для самых маленьких нужно отдать телевидению».
В 1998—2002 годах — директор Киностудии детских и юношеских фильмов имени М. Горького. Участвовал в качестве ведущего в телевизионном проекте «Акуна Матата».
С 2001 года руководит актёрской мастерской во ВГИКе.
В 2008 году — член жюри фестивалей «Кинотавр» в Сочи и «Созвездие», президент форума «Бумеранг» во Всероссийском детском центре «Орлёнок», член президиума Евразийской телеакадемии, председатель попечительского совета детского фонда, провёл мастер-класс «Мастерство кинорежиссуры» на Первом всероссийском кинофестивале актёров-режиссёров «Золотой Феникс» в Смоленске.
В 2009 году — председатель жюри XVI Открытого фестиваля студенческих и дебютных фильмов «Святая Анна» в Москве.
В 2010—2022 годах — креативный продюсер компании Disney в России.
С 2025 года является президентом кинофестиваля «Литература и кино» в Гатчине.
Преподаёт в Высшей школе кино и телевидения «Останкино» (Москва).

### Личная жизнь
Жена Наталья Жукова, дочь художника Николая Жукова. Преподавала французский язык в балетном училище Большого театра, у Софьи Головкиной, но после рождения второго сына оставила работу. Брак зарегистрировали в ноябре 1966 года.
Сыновья: Егор Владимирович Грамматиков — актёр и режиссёр и Николай Владимирович Грамматиков — спортивный юрист, руководитель профсоюза футболистов и тренеров.
Владимир Грамматиков — православный. Отец, советский чиновник, тайно крестил сына в церкви Покрова Пресвятой Богородицы в Перхушково.

## Творчество
В кино снимался часто, дебютировал в 21 год в картине «Внимание! В городе волшебник!» (1963). Среди лучших ролей — Павлик в фильме «Шестой».
Его первая полнометражная работа в качестве постановщика — комедийный детский фильм «Усатый нянь» (1977), ставший одним из лидеров кинопроката (26,8 миллионов зрителей при тираже 854 копии). Грамматиков уверенно нашёл себя в нише детского и подросткового кино, и практически все последующие его режиссёрские работы в жанре семейного кино отмечались призами советских и международных кинофестивалей.

## Фильмография

### Актёрские работы
| Год  |     | Название                                               | Роль                                               |
| ---- | --- | ------------------------------------------------------ | -------------------------------------------------- |
| 1966 | ф   | Не самый удачный день                                  | Володя Гранатиков, студент, друг Никиты            |
| 1966 | ф   | Я солдат, мама                                         | Волошин                                            |
| 1967 | ф   | Арена                                                  | артист цирка                                       |
| 1967 | ф   | Разбудите Мухина!                                      | студент / римлянин                                 |
| 1968 | ф   | Это было в разведке                                    | разведчик Марфутенко                               |
| 1968 | ф   | …И снова май!                                          | снимался                                           |
| 1969 | ф   | Каждый вечер в одиннадцать                             | танцующий в ресторане (в титрах не указан)         |
| 1969 | ф   | Король-олень                                           | Дзанни                                             |
| 1970 | ф   | А человек играет на трубе                              | гитарист                                           |
| 1970 | ф   | Белорусский вокзал                                     | Гриша, водитель Харламова                          |
| 1971 | ф   | «Тигры» на льду                                        | Прогноз Иванович, учитель географии                |
| 1971 | ф   | День за днём                                           | киношник                                           |
| 1971 | ф   | Достояние республики                                   | фокусник                                           |
| 1971 | ф   | Ехали в трамвае Ильф и Петров                          | Усышкин, член комиссии в цирке                     |
| 1971 | ф   | Остров сокровищ                                        | Ричард Джойс, слуга сквайра Трелони                |
| 1972 | ф   | Стоянка поезда — две минуты                            | мнимобольной                                       |
| 1972 | ф   | Вот моя деревня                                        | Юрка Гурцов                                        |
| 1973 | ф   | Ни слова о футболе                                     | Ким Петрович Гремер, тренер                        |
| 1974 | ф   | Большой аттракцион                                     | Гоша                                               |
| 1974 | ф   | Георгий Седов                                          | Николай Васильевич Пинегин                         |
| 1976 | ф   | Всё дело в брате                                       | Лукьянов, писатель                                 |
| 1977 | ф   | Риск — благородное дело                                | корреспондент                                      |
| 1978 | ф   | Здравствуй, река!                                      | снимался                                           |
| 1978 | с   | Ералаш (выпуск № 17, сюжет «Поединок»)                 | актёр, играющий в школьном театре роль Д'Артаньяна |
| 1979 | ф   | Осенний марафон                                        | Евгений Пташук, друг Аллы                          |
| 1980 | кор | Зигзаг                                                 | незнакомец                                         |
| 1980 | ф   | Комедия давно минувших дней                            | Владимир Александрович, режиссёр фильма-монтажа    |
| 1981 | ф   | Всё наоборот                                           | владелец «Жигулей»                                 |
| 1981 | ф   | Третье измерение                                       | врач подводной лодки                               |
| 1981 | ф   | Шестой                                                 | Павлик, парикмахер                                 |
| 1982 | ф   | Безумный день инженера Баркасова                       | режиссёр радиоцентра                               |
| 1987 | ф   | Кувырок через голову                                   | Пронин                                             |
| 1988 | ф   | Пусть я умру, Господи                                  | врач                                               |
| 1989 | ф   | Я в полном порядке                                     | Нос                                                |
| 1991 | ф   | Говорящая обезьяна                                     | Мышкин                                             |
| 1993 | ф   | Русская певица                                         | Николай Давидович Клейман                          |
| 1995 | ф   | Московские каникулы                                    | сотрудник ДПС                                      |
| 1996 | ф   | Импотент                                               | Виталий                                            |
| 1997 | ф   | Маленькая принцесса                                    | антиквар                                           |
| 1998 | ф   | Привет от Чарли-трубача                                | Чарли-трубач                                       |
| 2000 | ф   | Новый год в ноябре                                     | Ефим Каховский                                     |
| 2003 | с   | Сибирочка                                              | Соломон Матвеевич                                  |
| 2004 | с   | Узкий мост                                             | Олег Григорьевич Шумейко                           |
| 2007 | с   | Возвращение Турецкого                                  | Лимонник, адвокат                                  |
| 2009 | с   | Участковая (восьмая серия «Личная заинтересованность») | хозяин квартиры                                    |
| 2013 | ф   | Отель «Президент»                                      | Валентин Захарович, скрипичный мастер              |
| 2013 | ф   | Страна хороших деточек                                 | дедушка                                            |
| 2015 | ф   | Счастье — это... (новелла «Последний пункт»)           | служащий небесной канцелярии                       |
| 2018 | ф   | Сокровища Ермака                                       | дедушка Кости                                      |

### Режиссёрские и сценарные работы
| Год  |     | Название                                         | Роль                                      |
| ---- | --- | ------------------------------------------------ | ----------------------------------------- |
| 1974 | кор | Злой мальчик                                     | режиссёр                                  |
| 1976 | кор | Тайфун, фас!                                     | режиссёр (дипломная работа)               |
| 1976 | с   | Ералаш (выпуск № 7, сюжет «Полночный крик»)      | режиссёр                                  |
| 1977 | ф   | Усатый нянь                                      | режиссёр                                  |
| 1978 | ф   | Шла собака по роялю                              | режиссёр                                  |
| 1981 | ф   | Руки вверх!                                      | режиссёр, сценарист                       |
| 1981 | ф   | Всё наоборот                                     | режиссёр (совместно с Виталием Фетисовым) |
| 1982 | ф   | Звезда и смерть Хоакина Мурьеты                  | режиссёр, сценарист                       |
| 1984 | ф   | Вера. Надежда. Любовь                            | режиссёр                                  |
| 1987 | ф   | Мио, мой Мио / Mio min Mio                       | режиссёр                                  |
| 1990 | ф   | Сестрички Либерти                                | режиссёр                                  |
| 1991 | ф   | Сказка о купеческой дочери и таинственном цветке | режиссёр                                  |
| 1993 | ф   | Осенние соблазны                                 | режиссёр                                  |
| 1995 | ф   | Трибунал / Tribunal                              | режиссёр                                  |
| 1997 | ф   | Маленькая принцесса                              | режиссёр                                  |
| 1998 | ф   | Привет от Чарли-трубача                          | режиссёр                                  |
| 2001 | тф  | Аз и ферт                                        | режиссёр                                  |
| 2003 | с   | Сибирочка                                        | режиссёр                                  |
| 2005 | тф  | Тайна сибирской княжны                           | режиссёр                                  |
| 2005 | с   | Горыныч и Виктория                               | режиссёр                                  |
| 2014 | кор | Прикосновение                                    | режиссёр                                  |
| 2016 | кор | Карма                                            | режиссёр                                  |
| 2017 | ф   | Грани любви                                      | режиссёр                                  |
| 2024 | ф   | Смотри на меня!                                  | режиссёр                                  |

### Продюсерские работы
- 2000 — Приходи на меня посмотреть (генеральный продюсер, совместно с Игорм Толстуновым), режиссёры — Михаил Агранович, Олег Янковский
- 2001 — Праздник (совместно с В. Репниковым и Гариком Сукачёвым), режиссёр Гарик Сукачёв
- 2001 — Вицмундиръ (режиссёр Виталий Москаленко)
- 2001 — Коллекционер (совместно с Юрием Грымовым), режиссёр Юрий Грымов
- 2001 — Бледнолицый лжец (режиссёр Виталий Москаленко)
- 2002 — Специальный репортаж, или Супермен этого дня (совместно с В. Репниковым), режиссёр Василий Фенин
- 2011 — 2012 — Приколы на переменке. Новая школа
- 2012 — Приколы на переменке. Новая школа 2
- 2015 — Счастье — это… (совместно с Мариной Жигаловой-Озкан)
- 2017 — Последний богатырь (креативный продюсер, совместно с Мариной Жигаловой-Озкан, режиссёр Дмитрий Дьяченко)
- 2019 — Счастье — это… Часть 2 (креативный продюсер)
- 2021 — Последний богатырь: Корень зла (режиссёр Дмитрий Дьяченко)
- 2021 — Последний богатырь: Посланник тьмы (режиссёр Дмитрий Дьяченко)

## Признание заслуг

### Государственные награды
- 1995 — почётное звание «Заслуженный деятель искусств Российской Федерации» (17 марта 1995 года) — за заслуги в области искусства[1].
- 2010 —  орден Дружбы (19 июля 2010 года) — за заслуги в развитии отечественной культуры и искусства, многолетнюю плодотворную деятельность[14].
- 2017 — Премия Президента Российской Федерации в области литературы и искусства за произведения для детей и юношества (22 марта 2017 года) — за вклад в развитие отечественного киноискусства и культурно-эстетическое воспитание детей и юношества[15].
- 2019 — Почётная грамота Президента Российской Федерации (5 апреля 2019 года) — за заслуги в развитии отечественной культуры и искусства, многолетнюю плодотворную деятельность[16].

### Кинонаграды
- 1977 — приз ЦК ВЛКСМ «Алая гвоздика» на Всесоюзной неделе детского фильма — «Усатый нянь» (1977).
- 1977 — приз зрителей I Кинофестиваля молодых кинематографистов в Москве — «Усатый нянь» (1977).
- 1979 — «Золотой приз» на Международном кинофестивале детских и юношеских фильмов в Москве — «Шла собака по роялю» (1978).
- 1979 — приз за лучшую комедию XII Всесоюзного кинофестиваля (ВКФ) в Ашхабаде — «Шла собака по роялю» (1978).
- 1979 — приз Международного кинофестиваля в Хихоне (Испания) — «Шла собака по роялю» (1978).
- 1981 — почётный диплом Международного кинофестиваля детских фильмов в Лозанне (Швейцария) — «Шла собака по роялю» (1978).
- 1983 — приз XVI Всесоюзного кинофестиваля в Ленинграде  — «Звезда и смерть Хоакина Мурьеты» (1982).
- 1985 — приз по разделу детских фильмов XVIII Всесоюзного кинофестиваля в Минске — «Вера. Надежда. Любовь».
- 1988 — приз жюри Международного кинофестиваля детских фильмов в Амстердаме (Нидерланды) — «Мио, мой Мио» (1987).
- 1988 — приз Афинского культурного центра на Международном кинофестивале детских фильмов в Софии (Народная Республика Болгария) — «Мио, мой Мио» (1987).
- 1991 — приз «Перспектива» жюри Гильдии критиков СК СССР (сценаристу Людмиле Улицкой) на кинофестивале «Кинотавр» в Сочи — «Сестрички Либерти» (1990).
- 1992 — специальный приз жюри Международного кинофестиваля в Каире (Египет) — «Сказка о купеческой дочери и таинственном цветке».
- 1993 — приз за лучшую женскую роль (Анне Яновской) и специальный приз (Валентине Малявиной) на I Кинофестивале популярных жанров «Белое солнце Адлера» («Адлер-96») — «Осенние соблазны» (1993).
- 1997 — гран-при и «Большая золотая медаль» за лучшую роль (Насте Меськовой) на Международном кинофестивале детских и юношеских фильмов в Москве — «Маленькая принцесса» (1997).
- 1998 — кинопремия «Золотой овен» за лучшую детскую роль (Насте Меськовой) — «Маленькая принцесса» (1997).
- 1998 — кинопремия «Ника» в категории «Лучшая операторская работа» (Александру Антипенко) — «Маленькая принцесса» (1997).
- 2025 — именная звезда на Аллее актёрской славы в Выборге по решению оргкомитета кинофестиваля «Окно в Европу»[17].